# Cikászok
A cikászok vagy szágópálmák (Cycadophyta, régi magyar nevük: pálmafenyők) a növényvilág (Plantae) egyik törzse. Régi rendszertanokban (Soó Rezső, Hortobágyi Tibor) a nyitvatermők törzsének (Gymnospermatophyta) egyik osztályaként szerepelnek egy altörzsben a magvaspáfrányokkal és bennettiteszekkel, amiket szárnyaslevelűeknek (Pteridospermatophytina) neveztek.
Nem tévesztendők össze a zárvatermők törzsének Metroxylon nemzetségével, amelynek fajait szintén szágópálmáknak nevezik.

## Származásuk, elterjedésük
Ezek az ősi típusú nyitvatermők a földtörténeti ókor felső karbon időszakában jelentek meg; őseik kezdetleges magvaspáfrányok (Pteridospermae) lehettek. Nem egészen tiszta, hogy milyen kapcsolatuk a hasonló csoportokkal (Bennettitinae, Nilsonniae, Pentoxylae stb.). A perm időszakban erőteljesen tért hódítottak, amikor a szárazság miatt az addig uralkodó harasztcsoportok (pikkelyfák, pecsétfák, zsurlófák, marattiapáfrányok stb.) visszaszorultak, esetleg ki is haltak. Elterjedésüket erős xeromorf (szárazságtűrő) képességük tette lehetővé. Fénykoruk a jura és kora kréta időszak volt, de soha nem voltak olyan jelentősek, mint a bennettiteszek (Bennettitinae) és a fenyők (Pinophyta). A ma ismert legősibb cikász a kihalt Bjuvia, amelynek levelei még épek voltak. Ez a faj valószínűleg nem a többi cikász őse, hanem egy evolúciós oldalág, amelyben az osztatlan levél vált jellemző sajátossággá.
Mára a Föld trópusi éghajlatú területein maradt fenn néhány nemzetségük száznál valamivel több faja.

## Jellemzőik

### A szár
Kivétel nélkül fás szárúak; a pálmákéhoz hasonló törzsük lehet magas, hengeres. Egyes fajoké hordószerűen megrövidül; néha igen rövid, földalatti, gumószerű, vagy csak egy része emelkedik a föld fölé. A magasabb fajok törzsét pikkelypáncél fedi, mely a lehullott levelek elfásodott levélalapjaiból áll. A törzs belsejében középütt hatalmas bélszövet található, mely keményítőben gazdag szágót raktároz (innen magyar nevük: szágópálmák – eléggé megtévesztő név), fájuk homoxyl, azaz csak fasejteket (tracheida) tartalmaz, facsövek (trachea) még nincsenek. Ebben szabálytalanul elágazó, nyílt edénynyalábok vannak, amelyek másodlagosan már alig vastagodnak. Kérgük jól fejlett, másodlagos fájuk viszont kevésbé. A törzset (a belet és a kérget is) nyálkajáratok hálózzák be.

### A gyökérrendszer
Érdekes a csoport gyökérrendszere is: az erős központi karógyökérből számos oldalgyökér ered. Ezeken kisebb gyökérszálak vannak, melyek a negatív geotropizmus szerint rendeződnek, részben a talaj fölé is nyúlnak (ún. korallgyökerek). A gyökereken nitrogénkötő kékbaktériumok élnek, szimbiózisban a cikásszal.

### A levelek
Kivétel nélkül üstökös fák, azaz a törzs csúcsán található a levélkoszorú, mely állhat akár száz levélből is, de a levelek száma általában kevesebb. Ez annak eredménye, hogy a spirálisan álló levelek közül az idősebbek (alsók) fokozatosan lehullanak, csak elfásuló alapjuk marad meg. A levelek hossza változatos (5–6 cm-től az 5–6 m-ig). A levelek szinte mindig egyszeresen szárnyaltak, ezért első ránézésre a pálmákra emlékeztetnek (konvergencia), kétszeres szárnyas levél csak Bowenia nemben található. A levelek erezeti típusa fontos rendszertani bélyeg; lehet hosszában eres, szárnyas erezetű és egyetlen főerű. Erősen xerofitonok (szárazságtűrő növények): a leveleket vastag kutikula borítja, a gázcserenyílások (stoma) süllyesztettek.

### Szaporodásuk
Kivétel nélkül kétlakiak, azaz a termős és porzós virágzatok külön növényeken fejlődnek ki. A Cycas nemzetség kivételével a termős és porzós virágok spirális levelekből álló tobozokba rendeződnek (ezek sokszor tekintélyes nagyságot is elérhetnek), a törzs csúcsán a lomblevelek között fejlődnek, a porzós tobozok száma mindig több, mint a termős tobozoké. A porzós tobozban a porzólevelek (microsporophyllum) pajzs vagy pikkely alakúak, fonákukon 2–5 tagú csoportokban fejlődnek a pollenzsákok (microsporangium), melyek elliptikusak, szinte gömbök, ülők vagy rövid nyelesek. A termőlevelek (macrosporophyllum) a tobozban tömötten állnak, a termőlevélen a magkezdemények a meddő levélrész alatt fejlődnek. A termőlevelek alakja az erősen tagolttól (cikász) a pikkelyszerűig (bunkóspálma) egyszerűsödik le – ezzel párhuzamosan a magkezdemények száma is kettőre csökken. A cikászok nagy része szélbeporzású, csak néhány fajnál ismeretes rovarbeporzás (bogarak végzik).
A cikászok között nagyon jól megnyilvánul, miképp alakul a még lomblevélszerű makrosporofillum egyszerű, redukált termőpikkellyé. A termőlevél fokozatosan elveszíti levéljellegét, és a levélszerű csúcsi rész fokozatosan elcsökevényesedik, egyúttal a magkezdemények száma is csökken (Cycas revoluta → Cycas circinalis → Dioon → Ceratozamia → Zamia). Ez természetesen nem jelent filogenetikai sort.
Megtermékenyítésük a legősibb, legkezdetlegesebb a nyitvatermők körében (a Ginkgophyta megtermékenyülése hasonló, ezért gondolták korábban rokonoknak őket): az embriózsákban (nucellus = macrospora) a mikropile alatt bemélyedés van, ez az ún. pollenkamra, amelyben cukortartalmú csepp fogja fel a virágport. A beporzás és a megtermékenyülés között akár több hónap is eltelhet. A kifejlődő pollentömlő (sipho) feladata a pollenben kifejlődött hím előtelep (microprothallium) rögzítése és táplálása, nem továbbítja a spermatozoidokat. Embrió csak akkor fejlődik ki, ha a magkezdemények már lehullottak az anyanövényről. A cikászok ivarsejtjei (hímivarsejt, petesejt) igen tekintélyes méretűek. A spermatozoid csavarban álló csillókoszorút visel, mérete 0,3 mm: ez a legnagyobb hímivarsejt az élővilágban. A Dioon edule petesejtje 6 mm-es.
A mag igen nagy, erőteljes, Vastag integumentum burkolja, belül pedig sok lisztes-húsos tápanyagot (főleg keményítőt) tartalmaz. A sziklevelek száma általában 2, a Microcycas nemben 2–6.

## Felhasználásuk
A szágót azaz a pálmalisztet vagy pálmakeményítőt különleges eljárással nyerik ki a szágópálmák magjából. Könnyen emészthető és rendkívül tápláló, fontos élelmiszer.